# Хроматофільна субстанція
Хроматофільна субстанція або тільця Ніссля, тигроїд — великі базофільні гранули, що містяться у нейронах. Ці гранули є цистернами гранулярної ендоплазматичної сітки і місцем синтезу білка. Разом з нейрофібрилами належить до спеціальних компонентів нервових клітин.
Названо на честь німецького невролога Франца Ніссля (1860–1919).
Тільця Ніссля можна побачити при спеціальному фарбуванні розробленому Нісслем з використанням анілінових барвників, що забарвлюють базофільні гранули РНК в синій колір. Цей метод фарбування використовують для визначення локалізації перикаріону, оскільки хроматофільна субстанція міститься лише в перикаріоні і дендритах та відсутня в аксоні і аксонному горбику.
Вважають, що хроматофільна субстанція бере участь у синтезі нейромедіаторів (напр. ацетилхоліну).
При певних фізіологічних і патологічних станах хроматофільна субстанція може зникати. Цей стан називається хроматоліз або тигроліз, свідчить про виснаження клітини.